# Fisher County
Das Fisher County ist ein County im Bundesstaat Texas der Vereinigten Staaten. Das U.S. Census Bureau hat bei der Volkszählung 2020 eine Einwohnerzahl von 3.672 ermittelt. Der Sitz der Countyverwaltung (County Seat) befindet sich in Roby. Das County gehört zu den Dry Countys, was bedeutet, dass der Verkauf von Alkohol eingeschränkt oder verboten ist.

## Geographie
Das County liegt nordwestlich des geographischen Zentrums von Texas und hat eine Fläche von 2336 Quadratkilometern, wovon 2 Quadratkilometer Wasserfläche sind. Es grenzt im Uhrzeigersinn an folgende Countys: Stonewall County, Jones County, Nolan County, Scurry County und Kent County.

## Geschichte
Fisher County wurde am 21. August 1876 aus Teilen des Bexar County gebildet. Die Verwaltungsorganisation wurde am 27. April 1886 abgeschlossen. Benannt wurde es nach Samuel Rhoads Fisher (1794–1839), einem Unterzeichner der Unabhängigkeitserklärung der Republik Texas und ihrem ersten Marineminister.
Eine Stätte des Countys ist im National Register of Historic Places (NRHP) eingetragen (Stand 20. Mai 2019), die Foy Steadman Site.

## Demografische Daten

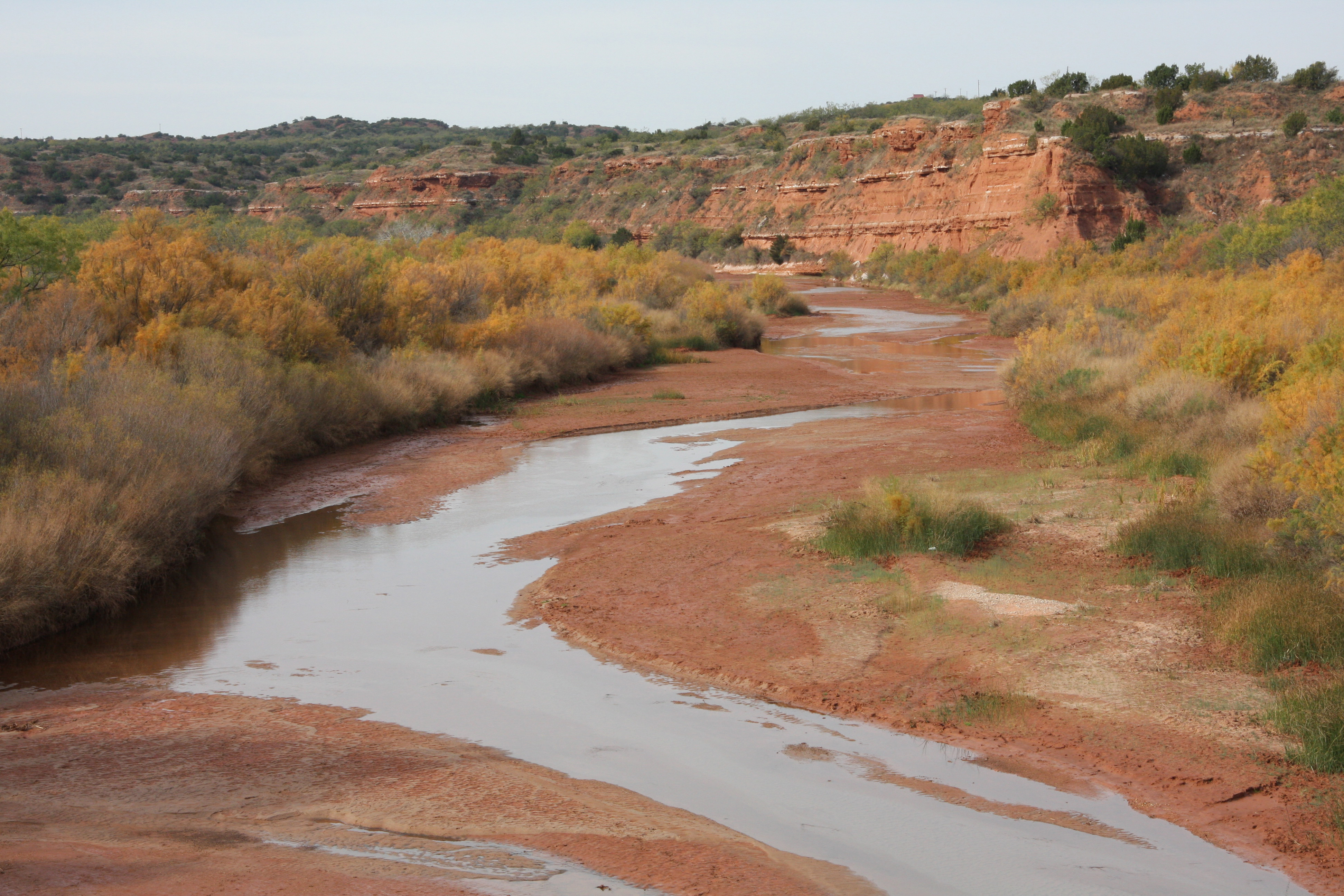
Der Double Mountain Fork Brazos River

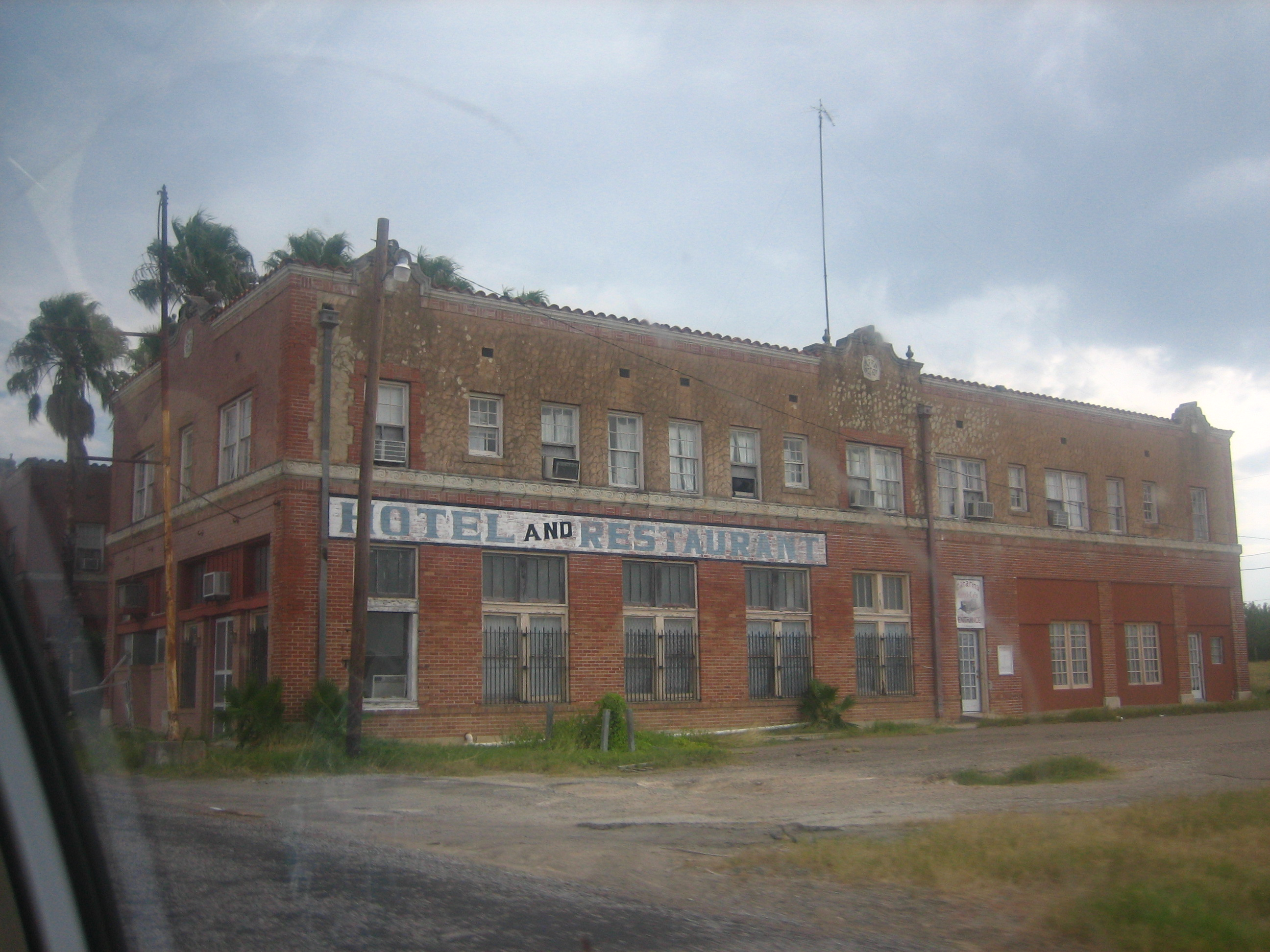
Hotel und Restaurant am U.S. Highway 83

Nach der Volkszählung im Jahr 2000 lebten im Fisher County 4.344 Menschen; es wurden 1.785 Haushalte und 1.244 Familien gezählt. Die Bevölkerungsdichte betrug 2 Einwohner pro Quadratkilometer. Ethnisch betrachtet setzte sich die Bevölkerung zusammen aus 83,75 Prozent Weißen, 2,76 Prozent Afroamerikanern, 0,37 Prozent amerikanischen Ureinwohnern, 0,14 Prozent Asiaten und 11,58 Prozent aus anderen ethnischen Gruppen; 1,40 Prozent stammten von zwei oder mehr Ethnien ab. 21,36 Prozent der Einwohner waren spanischer oder lateinamerikanischer Abstammung.
Von den 1.785 Haushalten hatten 27,6 Prozent Kinder oder Jugendliche, die mit ihnen zusammen lebten. 58,9 Prozent waren verheiratete, zusammenlebende Paare 8,1 Prozent waren allein erziehende Mütter und 30,3 Prozent waren keine Familien. 28,3 Prozent waren Singlehaushalte und in 17,8 Prozent lebten Menschen im Alter von 65 Jahren oder darüber. Die durchschnittliche Haushaltsgröße betrug 2,39 und die durchschnittliche Familiengröße betrug 2,93 Personen.
23,9 Prozent der Bevölkerung war unter 18 Jahre alt, 6,3 Prozent zwischen 18 und 24, 23,0 Prozent zwischen 25 und 44, 24,1 Prozent zwischen 45 und 64 und 22,7 Prozent waren 65 Jahre alt oder älter. Das Medianalter betrug 43 Jahre. Auf 100 weibliche Personen kamen 92,9 männliche Personen und auf 100 Frauen im Alter von 18 Jahren oder darüber kamen 89,8 Männer.
Das jährliche Durchschnittseinkommen eines Haushalts betrug 27.659 USD, das Durchschnittseinkommen einer Familie betrug 34.907 USD. Männer hatten ein Durchschnittseinkommen von 25.071 USD, Frauen 20.536 USD. Das Prokopfeinkommen betrug 15.120 USD. 13,5 Prozent der Familien und 17,5 Prozent der Einwohner lebten unterhalb der Armutsgrenze.

## Orte im County
- Bernecker
- Busby
- Claytonville
- Eskota
- Hamlin
- Hobbs
- Longworth
- McCaulley
- North Roby
- Palava
- Roby
- Rotan
- Royston
- Sylvester